# منطقة ج (الضفة الغربية)

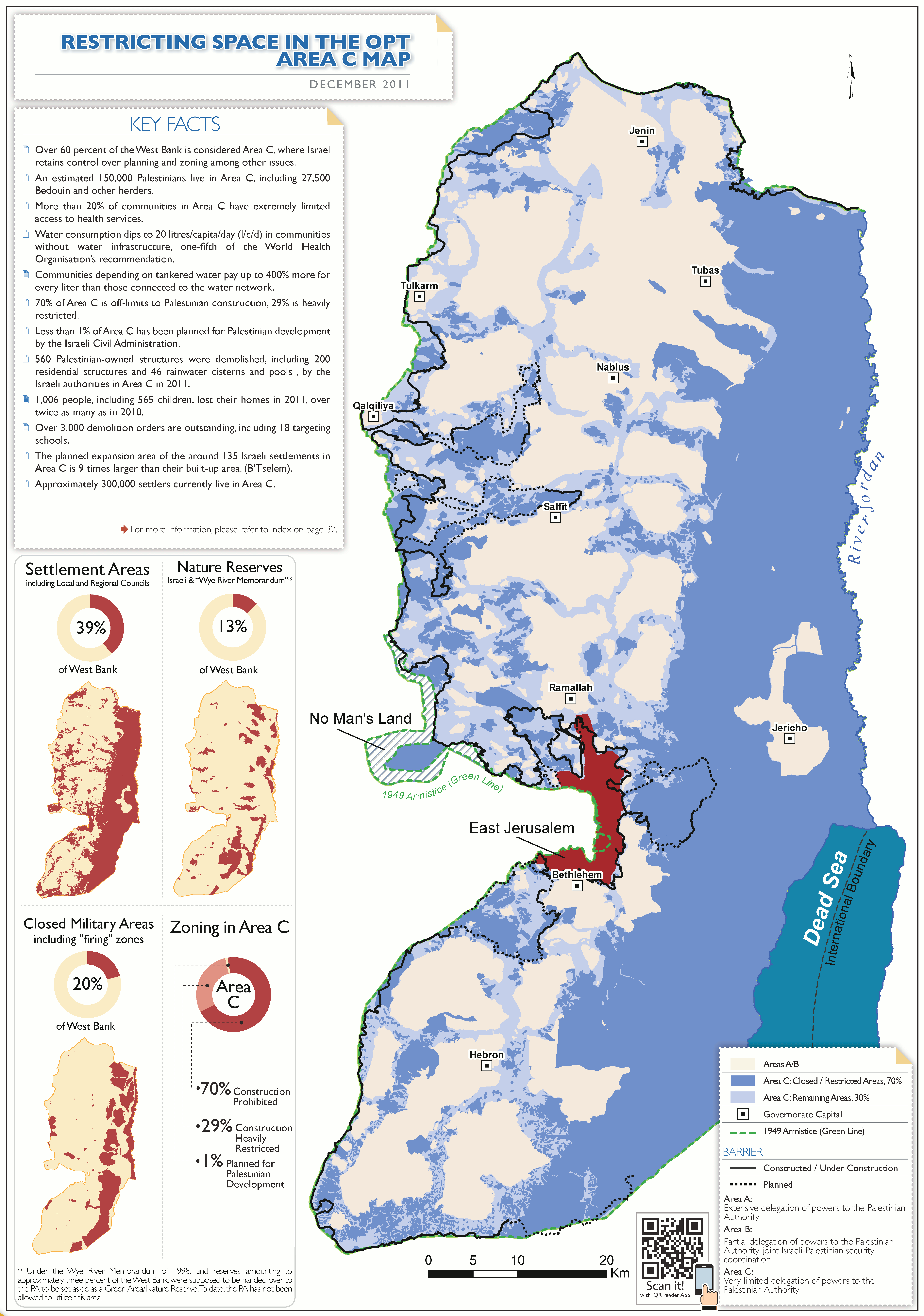
المنطقة ج باللون الأزرق، القدس الشرقية باللون الأحمر.

منطقة ج (بالإنجليزية: Area C) (بالعبرية: שטח C) هي أحد مناطق الضفة الغربية المنصوص عليها في اتفاقية أوسلو الثانية. حيث تشكل المنطقة (ج) حوالي 61% من أراضي الضفة الغربية. اتعتبر السلطة الفلسطينية مسؤولة عن تقديم الخدمات الطبية والتعليمية للفلسطينيين في المنطقة (ج)، بينما تسيطر إسرائيل على الجوانب الأمنية والإدارية والقانونية. تضم المنطقة ج، باستثناء القدس الشرقية حوالي 385,900 مستوطن إسرائيلي. وحوالي 300,000 فلسطيني. تتولى إدارة منطقة يهودا والسامرة إدارة السكان اليهود في المنطقة (ج)، بينما يدير السكان الفلسطينيون مباشرة المنسق الإسرائيلي للأنشطة الحكومية في المناطق، وبشكل غير مباشر من قبل السلطة الوطنية الفلسطينية في رام الله.[بحاجة لمصدر]
يعتبر المجتمع الدولي المستوطنات في الأرض المحتلة غير قانونية، وقد أيدت الأمم المتحدة مرارًا وتكرارًا الرأي القائل بأن بناء إسرائيل للمستوطنات يشكل انتهاكًا اتفاقية جنيف الرابعة.
تشكك إسرائيل في موقف المجتمع الدولي والحجج القانونية التي استخدمت لإعلان المستوطنات غير شرعية. «البؤر الاستيطانية» تتعارض مع القانون الإسرائيلي أيضًا.

## التاريخ
تعتبر مناطق (ج) أحد الافرازات المباشرة للاتفاق الإسرائيلي الفلسطيني المؤقت بشأن الضفة الغربية وقطاع غزة (أوسلو الثانية) الموقع بتاريخ 28 أيلول/ سبتمبر 1995. وقد قضى الاتفاق بتقسيم الضفة الغربية بشكل مؤقت كمرحلة انتقالية مدتها خمس سنوات، حيث قسمت الضفة الغربية إلى ثلاث مناطق وهي المناطق: (أ)، (ب)، (ج). ولكل منطقة من هذه المناطق توتيبات إدارية وأمنية مختلفة، فبينما تقع المنطقة (أ) تحت السيطرة الفلسطينية الكاملة، فإن المنطقة (ج) تقع تحت السيطرة الإسرائيلية الكاملة، مع تواجد للجيش الإسرائيلي، وتشمل المنطقة (ج) المستوطنات والطرق الالتفافية والمناطق الحدودية.
كان من المفترض أن يتم نقل مناطق (ب) و (ج) من السيطرة الإسرائيلية إلى السيطرة الفلسطينية، وجعلها ضمن حدود الإدارة الفلسطينية مثل مناطق (أ)، إلا أن أي من هذا لم يحصل. في الأساس فإن اتفاق أوسلو الأول (اتفاقية غزة أريحا (أوسلو 1)، 4 أيار 1994، القاهرة ابتعد بشكل واضح عن القضايا والاشكاليات الأساسية (المستوطنات، اللاجئين، القدس، الموارد الطبيعية، الحدود) بينما أولى الاتفاق اهتماما شديدا بالبنود الأمنية الإسرائيلية. وبالرغم من تضمن اتفاق إعلان المبادئ جدولاً زمنيا للشروع في مباحثات الوضع الدائم قبل نهاية أيلول/ سبتمبر 1996، إلا أن المفاوضات استمرت بضم فريق جديد يضم حوالي 30 ضابطاً من سكان المستوطنات، حيث تم اعتماد خطط وخرائط بشكل يضمن حرية حركة المستوطنين، ويحد من صلاحيات السلطة الفلسطينية، وقد سمح هذا لإسرائيل بالاستمرار بسياستها الاستيطانية، بداية من خلال شق الطرق الالتفافية وصولا لبناء مستوطنات جديدة التهمت أراضي منطقة (ج). مع نهاية العام 1995 شقت إسرائيل مساحة 400 كم من الطرق الالتفافية مصادرة حوالي 1600 دونم من الأراضي الفلسطينية. وهذا يعني أن اتفاق أوسلو الذي منح السلطات الإسرائيلية السيطرة الأمنية والقانونية والإدارية على مناطق (ج)، لم يحمي في المقابل الأراضي التي تقع تحت سيطرة السلطة الفلسطينية.

## اتفاقات أوسلو
قسمت اتفاقية أوسلو الثانية الضفة الغربية إلى ثلاثة أقسام إدارية هي: المناطق أ، ب، ج. وتم منح كل منطقة وضعًا مختلفًا، وفقًا لمقدار الحكم الذاتي الذي سيحصل عليه الفلسطينيون المحليون عبر السلطة الفلسطينية، حتى يتم التوصل إلى اتفاق الوضع النهائي.
تم اختيار المنطقتين «أ» و«ب» بطريقة لتحوي الفلسطينيين فقط، عن طريق رسم خطوط حول المراكز السكانية الفلسطينية في وقت توقيع الاتفاقية؛ وتم تعريف المنطقة «ج» على أنها مناطق في الضفة الغربية خارج المناطق «أ» و «ب»، والتي، باستثناء القضايا التي سيتم التفاوض بشأنها في مفاوضات الوضع الدائم، سيتم نقلها تدريجيًا إلى السلطة الفلسطينية وفقًا لهذا الاتفاق. تشكل المنطقة (أ) حوالي 18% من الضفة الغربية، والمنطقة (ب) حوالي 22%، تضم مجتمعة حوالي 2.8 مليون فلسطيني.

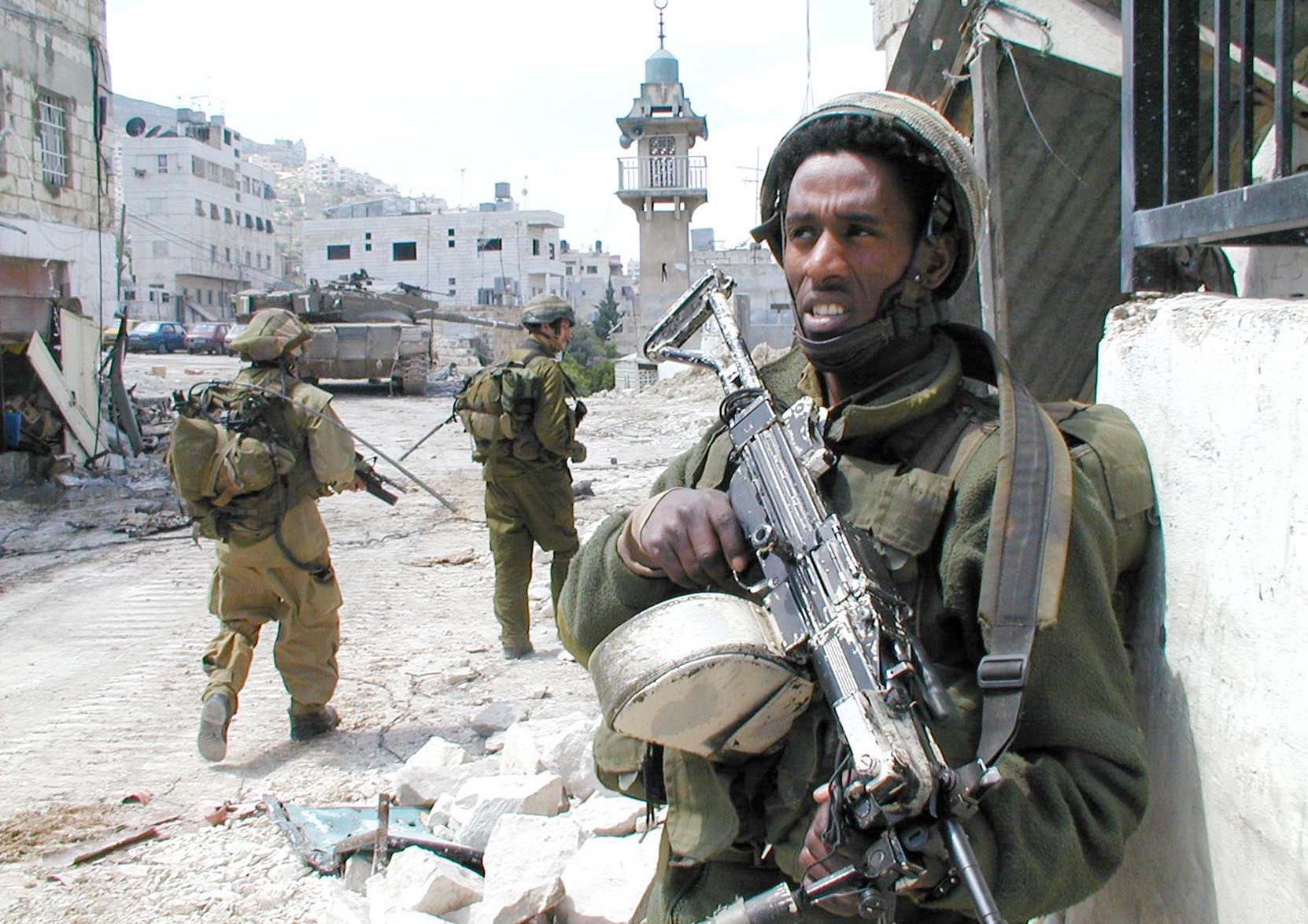
جندي إسرائيلي خلال نشاط عسكري في نابلس.

شكلت المنطقة ج في البداية حوالي 72-74% من الضفة الغربية (المرحلة الأولى، 1995). وبموجب اتفاقية واي ريفر في عام 1998، ستنسحب إسرائيل من حوالي 13% إضافية من المنطقة «ج» وتحولت إلى المنطقة «ب»، مما أدى إلى انخفاض المساحة «ج» إلى حوالي 61٪ من الضفة الغربية. ومع ذلك انسحبت إسرائيل من 2% فقط،  ومع الانتفاضة الفلسطينية الثانية أعادت إسرائيل احتلال كامل الأراضي ضمن عمليتها العسكرية التي سمتها «عملية الدرع الواقي». اعتبارًا من عام 2013، كانت المنطقة C تشكل رسميًا حوالي 63٪ من الضفة الغربية، بما في ذلك المستوطنات والبؤر الاستيطانية وأراضي الدولة المعلنة. بما في ذلك القدس الشرقية أو استبعادها، تحدد المنطقة الحرام والجزء الفلسطيني من البحر الميت بنسبة مئوية.

## الجغرافيا والموارد والسياسة
تعد المنطقة ج غنية بالموارد الطبيعية من مصادر للمياه ومحميات طبيعية وفيها معظم الأراضي الزراعية والمراعي الفلسطينية. بالإضافة إلى الأماكن الأثرية، وبالتالي فإن جميع المشاريع الكبيرة الفلسطينية تتطلب العمل في المنطقة ج. تحتوي مناطق (ج) على إمكانيات التطوير الحضري والزراعي للضفة الغربية، كما استغلالها والإستفادة منها قد يساهم في تطوير الاقتصاد الفلسطيني وإنعاشه. إلا أن الفلسطينيون محرومون من الاستفادة من هذه الموارد بسبب السيطرة الإسرائيلية الكاملة على الأرض ومواردها. تسيطر السلطات الإسرائيلية على مقومات الحياة الأساسية، إضافة إلى استمرارها في مصادرة الأراضي ونهبها. ففضلاً عن التقليص المتعمد للأراضي الزراعية واستخدام حجج أمنية لتطويق المزارعين، فإن إسرائيل تسيطر على مصادر المياه الأساسية، تحرم معظم الفلسطينيين في مناطق (ج) من الاتصال بشبكات المياه. تسيطر إسرائيل على قرابة 80٪ من مصدر المياه في الضفة الغربية. وبحسب مؤسسة الحق الفلسطينية فإن 300000 من الفلسطينيين في مناطق (ج) محرومون من الحصول على مياه نظيفة للشرب. كما يضطر سكان بعض القرى والبلدات الفلسطينية لشراء المياه ونقلها بواسطة الصهاريج طيلة أيام السنة، بسبب شح مصادر المياه أو انعدامها وبسبب اعتمادهم على مياه الأمطار كمصدر ري أساسي، مما يجعل كمية المياه التي يمكن توفرها غير مستقرة وغير كافية 
تشهد مناطق الأغوار، والجزء الشمالي من البحر الميت تركيزاً استيطانياً كثيفا، وتعتبر هذه الأراضي أخصب أراضي الضفة الغربية، وأغناها بالمصادر المائية.

## المستوطنات والسياسة السكنية
تضم المنطقة ج باستثناء القدس الشرقية حوالي 385,900 مستوطن إسرائيلي  وحوالي 300,000 فلسطيني. وفقًا للمجلس النرويجي للاجئين، فإن أنظمة التخطيط والتقسيم الإسرائيلية في المنطقة (ج) تحظر جميعًا البناء الفلسطيني في حوالي 70% من هذه مساحة المنطقة «ج»، وتجعل الحصول على تصاريح في 30% المتبقية شبه مستحيلًا.
تسيطر إسرائيل بشكل صارم على البلدات والبناء والتنمية الفلسطينية في المنطقة ج. في 12 عامًا من 2000 إلى 2012، تمت الموافقة على 211 طلبًا فلسطينيًا فقط للحصول على تصاريح إسرائيلية من أصل 3,750 طلبًا (أي بنسبة 5.6%). يظهر الرقم في آخر 4 سنوات من عام 2009 حتى عام 2012 حيث تمت الموافقة على 37 تصاريح من أصل 1,640 طلبًا (أي بنسبة 2.3%). على عكس ذلك. تشير نفس أرقام الإدارة المدنية الإسرائيلية إلى أنه حوالي 75% من المستوطنات الإسرائيلية، تم البناء فيها دون النظر إلى التصاريح المناسبة.

وفقًا لتقرير من مكتب الأمم المتحدة لتنسيق الشؤون الإنسانية (أوتشا)، «إن نظام التخطيط والتقسيم الذي طبقته السلطات الإسرائيلية، بما في ذلك الطرق التي يتم بها تخصيص الأراضي العامة، يجعل من المستحيل تقريبًا على الفلسطينيين الحصول على تصاريح بناء في معظم مناطق المنطقة ج. حتى المباني السكنية وسبل العيش الأساسية. مثل خيمة أو سياج، تتطلب تصريح بناء.» وفقًا لبتسيليم:

تقيد إسرائيل بشدة البناء والتنمية الفلسطينية في المنطقة (ج)، بينما تتجاهل احتياجات السكان الفلسطينيين. هذه السياسة تعني أن على السكان الفلسطينيين أن يعيشوا في ظروف معيشية بدائية للغاية. يُحرمون من أي وسيلة قانونية لبناء المنازل أو تطوير مجتمعاتهم، لذلك يواجهون الخوف الدائم من هدم منازلهم، وطردهم وفقدان سبل عيشهم.

تصدر إسرائيل بشكل روتيني أوامر بهدم المباني الفلسطينية التي بنيت دون تصاريح. بين عامي 1988 و 2014، أصدرت إسرائيل حوالي 14,087 أمرًا بالهدم، نفذ منها حوالي 20% فقط. الأوامر غير المنفذة لا تنتهي، تاركة المباني في حالة من عدم اليقين المستمرة.

### مواقف بشأن عمليات الهدم

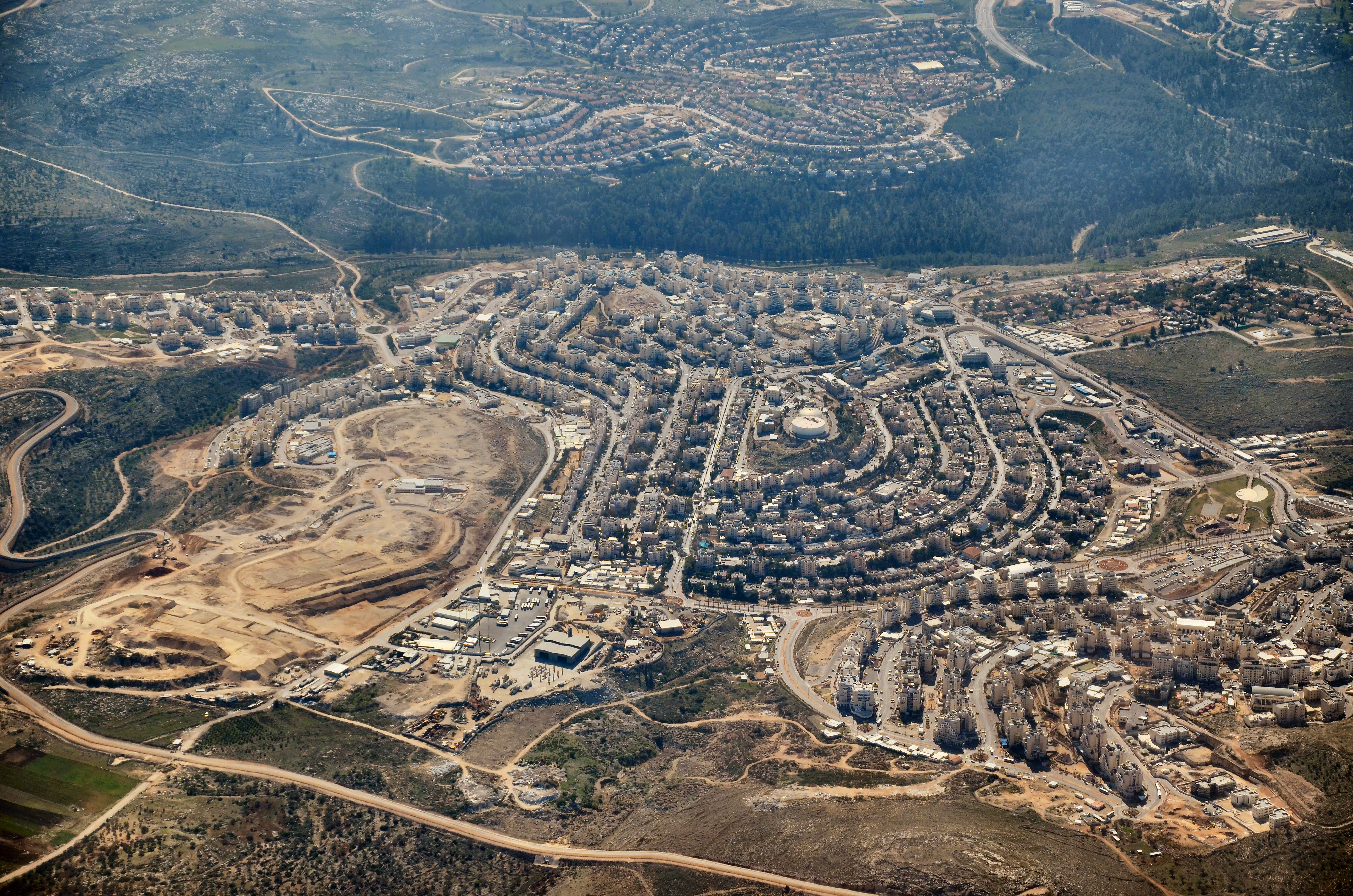
مستوطنة موديعين عيليت غرب محافظة رام الله والبيرة.

وفقًا للمادة 53 من اتفاقيات جنيف الرابعة:
يحظر على السلطة القائمة بالاحتلال أي تدمير لممتلكات حقيقية أو شخصية تخص فرادى أو جماعيين أشخاص عاديين أو للدولة أو للسلطات العامة الأخرى أو للمنظمات الاجتماعية أو التعاونية، باستثناء الحالات التي يكون فيها هذا التدمير ضروريًا للغاية من قبل عمليات الجيش.

تستند عمليات الهدم الإسرائيلية إلى قواعد تخطيط الانتداب البريطاني، والتي يتم استحضارها لتبرير عمليات الهدم، لكن في الوقت نفسه لا تستخدم إسرائيل الأحكام الإلزامية لمنح تصاريح البناء، وفقًا لبتسيليم.
تدافع إسرائيل عن سياستها على ثلاثة أسس. أولاً، تنص على أن عمليات الهدم تلبي القانون الأردني، الذي كان يعمل في الوقت الذي احتلت فيه إسرائيل المناطق. ثانيًا، تنص على أن أفعالها تلبي المادة 43 من اتفاقيات لاهاي. ثالثًا، تنص على أنه بموجب اتفاقيات أوسلو لعام 1995، تم الاتفاق على أن التخطيط والتقسيم إلى مناطق في المنطقة ج سيخضعان للجان التخطيط المناسبة. تدافع إسرائيل أيضًا عن عمليات الهدم من حيث سلامة سكان المنازل. هدم لأنها بنيت في مناطق عسكرية مغلقة أو مناطق إطلاق النار. عرفت إسرائيل ما يقرب من 20% من الضفة الغربية بأكملها بأنها «مناطق عسكرية مغلقة» و 60% من عمليات الهدم في عام 2010 وقعت في في هذه المناطق.
يرد النقاد على أن إعلان المناطق التي أغلقتها إسرائيل مناطق عسكرية هو أداة قانونية تعتمدها السلطات العسكرية لمنع الفلسطينيين من الوصول إلى أراضيهم. تزعم بتسيلم أن رفض الإدارة المدنية الإسرائيلية التي يديرها الجيش لوضع خطط تنمية للقرى الفلسطينية يعتمد بشكل مختلف على الحجج القائلة بأن هذه المواقع إما تقع بالقرب من المناطق الأثرية، والتي يمكن أن تنتقل المجتمعات إلى محميات الأراضي الفلسطينية القريبة، وهذا ما ويعرف باسم «مجموعات من الهياكل غير القانونية»، على الرغم من القرى، لم تكن مخططة. يتم تطبيق هذه الحجج عند إصدار أوامر الهدم للقرى التي بنيت على أراضي القرية، والتي كانت موجودة منذ عقود.